# Saint-Pierre-Quiberon
Saint-Pierre-Quiberon är en kommun i departementet Morbihan i regionen Bretagne i nordvästra Frankrike. Kommunen ligger i kantonen Quiberon som tillhör arrondissementet Lorient. År 2022 hade Saint-Pierre-Quiberon 2 327 invånare.

## Befolkningsutveckling
Antalet invånare i kommunen Saint-Pierre-Quiberon
| Referens: INSEE |